# La stella del Royal Palace
An Affair of the Follies è un film muto del 1927 diretto da Millard Webb. La sceneggiatura di June Mathis e Carey Wilson si basa su Here Y'Are, Brother di Dixie Willson pubblicato su Best Love Stories of 1924--25, edizione Muriel Miller Humphrey. Prodotto da Al Rockett per la sua casa di produzione, il film aveva come interpreti Lewis Stone, Billie Dove, Lloyd Hughes.

## Trama

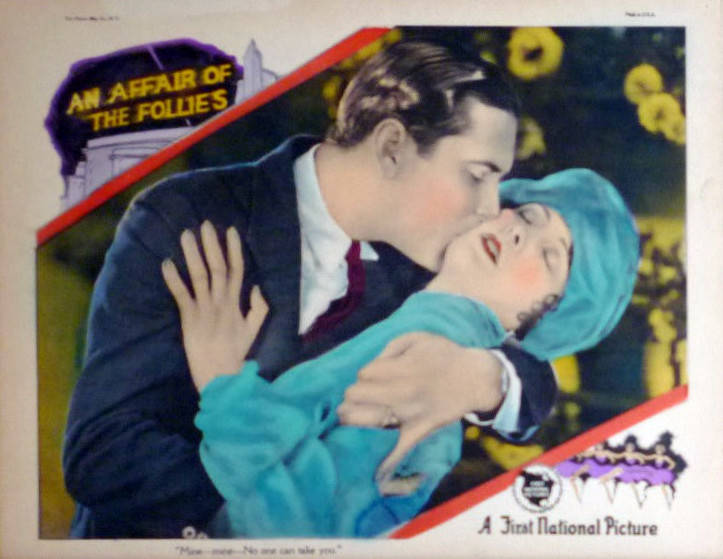
Lloyd Hughes e Billie Dove

Un inventore tenta in ogni modo di incontrare Hammersley, un milionario al quale vorrebbe vendere la sua invenzione. Ma, non riuscendoci, è sull'orlo della disperazione. Intanto Jerry, un impiegato che è stato licenziato, deve separarsi da Tamara, la sua amata moglie, che deve partire per raggiungere le Follies, la compagnia di rivista dove ha trovato un lavoro. La donna ha, tra i suoi ammiratori, proprio Hammersley, che si è infatuato di lei e le corre dietro. Il milionario, felice, un giorno riesce a ottenere da lei un invito a cena. Ignorando che Tamara è la moglie di Jerry, fa amicizia con quest'ultimo il quale, parlando con lui, gli racconta dei suoi problemi coniugali. Hammersley allora gli consiglia di tornare con la moglie, mentre all'inventore dice di contattare il milionario andando a casa sua. Hammersley, poi, cerca di conquistare Tamara che continua a respingere le sue avances. Quando però il milionario scopre che è lei la moglie di Jerry, si mette in testa di riunire la coppia. Non dimentica neanche l'inventore, del quale accetta il progetto che l'uomo gli voleva vendere.

## Produzione
Il film fu prodotto dalla Al Rockett Productions. Nel febbraio 1927, Photoplay annunciava che Millard Web stava dirigendo Three in Love, titolo di lavorazione del film. In marzo, però, la stessa rivista riportava che il titolo era Here Y'Are Brother e che veniva ora cambiato in An Affair of the Follie.

## Distribuzione
Il copyright del film, richiesto dalla First National Pictures, Inc., fu registrato il 27 gennaio 1927 con il numero LP23598. Il copyright accreditava come sceneggiatore anche Carey Wilson, mentre altre fonti accreditano la sola June Mathis.
Distribuito dalla First National Pictures, il film uscì nelle sale cinematografiche statunitensi il 13 febbraio 1927. Nello stesso anno, fu distribuito in Danimarca (22 luglio, con il titolo Pigen fra Folies Bergère) e in Finlandia (9 settembre). In Italia, il film ottenne il visto di censura numero 24010 uscendo in sala nel 1928. In Portogallo, uscì con il titolo Romance de Artista il 13 febbraio 1929.
Non si conoscono copie ancora esistenti della pellicola che viene considerata presumibilmente perduta.